# Лосевский район
Лосевский район — административно-территориальная единица в Центрально-Чернозёмной и Воронежской областях РСФСР, существовавшая в 1928-1962 годах.
Административный центр — село Лосево.

## История
Район был образован 30 июля 1928 года в составе Россошанского округа Центрально-Чернозёмной области. В него вошла территория бывшей Лосевской волости Павловского уезда Воронежской губернии.
После упразднения Центрально-Чернозёмной области 13 июня 1934 года район вошёл в состав вновь образованной Воронежской области.
Национальный состав района по данным переписи населения 1939 года: русские — 62% или 28 430 чел., украинцы — 37,6% или 17 209 чел.
26 апреля 1962 года Лосевский район был упразднен, его территория разделена между Бутурлиновским и Павловским районами.